# Harry Steevens
Harry Steevens   (Elsloo, 27 d'abril de 1945) és un ciclista neerlandès, ja retirat, que fou professional entre 1966 i 1971. Els seus germans Henk i Leo també van ser ciclistes professionals.
En el seu palmarès destaquen una quarantena de victòries, moltes d'elles en critèriums. La victòria més destacada fou l'Amstel Gold Race de 1968.

## Palmarès
- 1965
  - 1r de l'Olympia's Tour
  - 1r a l'Omloop der Kempen
  - 1r a la Ronde van Gendringen
- 1966
  - 1r a la Volta a Limburg
  - 1r a la Volta a Bèlgica amateur i vencedor de 2 etapes
- 1967
  - 1r al Gran Premi de la Basse-Sambre
- 1968
  - 1r de l'Amstel Gold Race
  - 1r de la París-Camembert
  - 1r al Tour del Nord i vencedor d'una etapa
  - 1r al Circuit de les Regions Fruiteres
  - 1r del Gran Premi Willem II
  - Vencedor d'una etapa a la Volta a Andalusia
- 1970
  - 1r al Gran Premi d'Orchies
  - Vencedor d'una etapa a la París-Niça
  - Vencedor d'una etapa a la Volta a Suïssa

### Resultats al Tour de França
- 1970. 45è de la classificació general
- 1971. Abandona (6a etapa)

### Resultats a la Volta a Espanya
- 1971. No surt (13a etapa)